# اسکادران ۱۳۳ اسرائیل

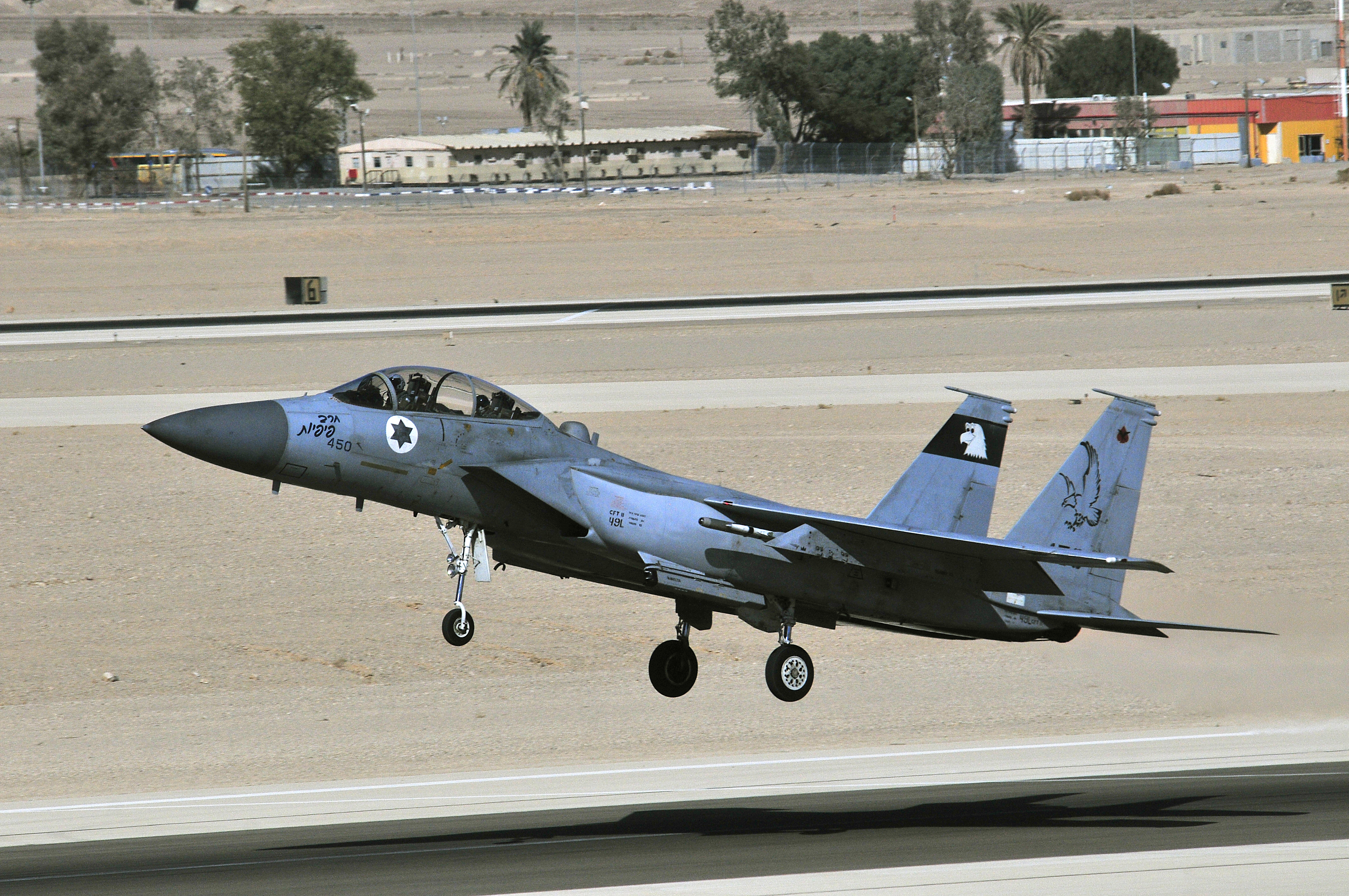
یک فروند اف-۱۵ متعلق به اسکادران ۱۳۳ در حال بلند شدن از باند فرودگاه عوودا

اسکادران ۱۳۳ اسرائیل (انگلیسی: 133 Squadron) یک گردان هوایی نیروی هوایی اسرائیل است، که جنگنده‌های اف-۱۵ مستقر در پایگاه هوایی تل نوف را اداره می‌کند. این اسکادران در سال ۱۹۸۷ تأسیس شد.

## تاریخچه
جنگ یوم کیپور و درس‌های آن، همراه با تأمین هواپیما و سلاح‌های پیشرفته برای کشورهای دش۷من اطراف اسرائیل، نیاز عملیاتی به دستیابی به یک مدل از هواپیماهای جنگنده پیشرفته را ایجاد کرد.
تجهیز کشورهای عربی به هواپیماهای مدرن همچنین شامل تسلیحات مدرن، از جمله موشک‌های هوا به هوا بود. موشک‌های زمین به هوای مدرن نیز در کشورهای خاورمیانه خریداری شدند که هدف آنها تضعیف برتری هوایی اسرائیل و آزادی عمل نیروی هوایی این کشور بود.
تنها منبع خرید هواپیماهای جنگنده پیشرفته در آن سال‌ها ایالات متحده بود. شرکت مک‌دانل داگلاس پاسخی به هواپیمای جنگنده میگ-۲۵ روسی ارائه داد که در آن زمان بهترین نوع خود در جهان محسوب می‌شد. مک‌دانل داگلاس اف-۱۵ آمریکایی و گرومن اف-۱۴ هواپیماهای جنگنده پیشرفته‌ای بودند که در ایالات متحده وارد خدمت شدند و راه حلی برای نیاز عملیاتی ارائه دادند.
اسرائیل پس از دریافت تأیید در بالاترین سطوح، به ایالات متحده مراجعه کرد و درخواست خرید یکی از دو نوع هواپیما را داد. پس از اتمام مذاکرات دیپلماتیک و مراحل اداری در ستاد نیروی هوایی، این ستاد به فعالیت‌های خود در آماده‌سازی برای عزیمت هیئتی به ایالات متحده به منظور بررسی و توصیه اینکه کدام یک از دو هواپیما (در صورت وجود) برای نیازهای نیروی هوایی مناسب است و نیاز عملیاتی را برآورده می‌کند، ادامه داد.
تیمی از خلبانان و مهندسان در اکتبر ۱۹۷۴ از ایالات متحده بازدید کردند. خلبانان این هیئت در ۱۸ تا ۲۰ سپتامبر ۱۹۷۴ چندین پرواز با هواپیماهای دو نفره اف-۱۴ و اف-۱۵ انجام دادند. اعضای هیئت، دو هواپیما و مناسب بودن آنها برای نیازهای عملیاتی اسرائیل را بررسی کردند. اطلاعات جمع‌آوری شده اعتبارسنجی شد و در اکتبر ۱۹۷۴ اعضای هیئت به اسرائیل بازگشتند و به اتفاق آرا خرید هواپیمای اف-۱۵ را توصیه کردند. توصیه آنها بر اساس مناسب بودن هواپیما و توانایی آن در شکست دادن حریف در نبردهای هوایی به شکلی بود که در آن زمان پذیرفته شده بود. مزیت این هواپیما در مانورپذیری، ویژگی‌های پروازی، قابلیت‌های آن، همراه با سیستم‌های تسلیحاتی نصب شده در آن، به خلبان اجازه می‌داد تا مسیر نبرد را تعیین کند و به پیروزی قاطعی در برابر هر نوع هواپیما در نیروهای هوایی کشورهای درگیر برسد. این هیئت توصیه کرد که خود را به مجموع ۲۵ هواپیما مجهز کند.
جنگنده اف-۱۵ هواپیمایی با مانورپذیری بهتر از هر هواپیمای دیگری بود، مجهز به دو موتور قدرتمند، با توانایی پرواز در مسافت‌های طولانی، ویژگی‌ای که در طول خدمت عملیاتی خود با موفقیت مورد استفاده قرار گرفت. اگرچه این هواپیما به عنوان یک هواپیمای برتری هوایی طراحی شده بود، اما در توانایی حمله به اهداف زمینی نیز سرآمد بود. این هواپیما به یک رادار چند منظوره مؤثر در بردهای طولانی و توانایی حمل سلاح‌های پیشرفته و متنوع برای اهداف هوا به هوا و نیز هوا به زمین مجهز بود.
فرمانده نیروی هوایی، سرلشکر بنی پلد، توصیه تیم را پذیرفت و تا پایان سال ۱۹۷۴، فعالیت کارکنان برای جذب این هواپیما به نیروی هوایی آغاز شد. تصمیم گرفته شد که هواپیمای جدید به زبان عبری «باز» نامیده شود و پذیرش هواپیمای باز در پایگاه هوایی تل نوف انجام شود.
پس از درخواست اسرائیل برای پیشبرد تحویل هواپیما، تصمیم گرفته شد که چهار فروند هواپیمای پیش‌تولید که تولید آنها تکمیل شده بود، قبل از پایان سال ۱۹۷۶ به اسرائیل تحویل داده شوند. قرار بود هواپیماهای باقیمانده از تولید انبوه در سال ۱۹۷۷ دریافت شوند. قرارداد تجهیزات که در اواسط فوریه ۱۹۷۶ امضا شد، شامل موشک‌های هوا به هوای حرارت‌یاب ایم-۹ سایدوایندر، موشک‌های هوا به هوای هدایت‌شونده با رادار ایم-۷ اسپارو و اقلام تسلیحاتی اضافی نیز می‌شد.
در دستور برنامه‌ریزی آمده بود که در ژوئن ۱۹۷۶، فرمانده اسکادران، ایتان بن الیاهو، و چهار خلبان، بنی زینکر، موشه ملنیک، یوئل فلدشو و شائول سیمون، برای مطالعه این هواپیما به ایالات متحده اعزام شوند تا بلافاصله پس از دریافت هواپیماهای پیش‌ساخته، قابلیت عملیاتی هوا به هوا را کسب کنند.
در اکتبر ۱۹۷۵، هیئتی به ایالات متحده اعزام شد و پرسنل آن از پایگاه نیروی هوایی رایت-پترسون بازدید کردند و اطلاعاتی در مورد مفاهیم تعمیر و نگهداری، تجهیزات، لجستیک، اصلاحات هواپیما، آموزش خدمه زمینی و موارد دیگر جمع‌آوری کردند. بازدیدهایی از کارخانه مک‌دانل داگلاس در سنت لوئیس، پایگاه نیروی هوایی لوک، پنتاگون و دفاتر واشینگتن دی سی انجام شد. ارزش این معامله تقریباً ۶۵۳ میلیون دلار بود.
در ۱ آوریل ۱۹۷۶، اولین اسکادران فالکون، اسکادران ۱۳۳، تأسیس شد. سرهنگ دوم ایتان بن الیاهو به عنوان اولین فرمانده اسکادران منصوب شد، بنی زینکر به‌عنوان جانشین فرمانده و موشه ملنیک به عنوان رئیس ستاد اسکادران ۱۳۳ منصوب شدند. در ۱۰ دسامبر ۱۹۷۶، این اسکادران اولین سه فروند اف-۱۵ را که به اسرائیل رسیدند، دریافت کرد.